# Emile-Eugene-Alix Fournier
Emile-Eugene-Alix Fournier (París, 11 d'octubre de 1864 - Joinville-le-Pont, 12 de setembre de 1897) fou un compositor francès del Romanticisme.
Estudià en el Conservatori de la seva ciutat natal, tenint per mestres a Dubois i Delibes, i el 1889 aconseguí el segon lloc en el Prix de Rome per la seva cantata Sémélé, component poc temps després l'òpera Stratonice, que fou premiada en el concurs Cressent i s'estrenà el 1892 en l'Òpera de París. A més, deixà una altra obra en tres actes, Carloman, i diverses melodies vocals plenes de sabor i d'emoció.